# روس دراموند (لاعب غولف)
روس دراموند (بالإنجليزية: Ross Drummond)‏ هو لاعب غولف بريطاني، ولد في 29 نوفمبر 1956 في بيزلي في المملكة المتحدة.

## وصلات خارجية
- روس دراموند على موقع رابطة أوروبا للاعبي الغولف المحترفين (الإنجليزية)
- روس دراموند على موقع التصنيف العالمي الرسمي للغولف (الإنجليزية)